# Krou (peuple)
 (octobre 2015).
Le peuple Krou est un groupe ethnique d'Afrique de l'Ouest installé principalement dans les actuels États de Côte d'Ivoire, du Libéria et de la Sierra Leone, de part et d'autre du fleuve Cavally, sur un territoire s'étendant des vallées sud des montagnes guinéo-ivoiriennes, jusqu'à l'océan Atlantique.

## Ethnonymie
Selon les sources, on observe quelques variantes d'orthographie pour désigner les peuples communément appelés Krou aujourd'hui : Crau, Croo, Krao, Kra, Krawi, Kroo, Kroumen, Krou, Krumen, Krus, Wé, Wané.

## Langues
Les langues krou sont un sous-groupe des langues nigéro-congolaises. Il existe autant de variantes de dialectes krou que de petites nations krou : Wés, Bété, les Aïzi, les Bakwé, les Wane, les Kuya, les Godié, les Dida, les Kodia, les Nyabwa. Les Krou frontaliers ont parfois des noms différents selon que l'on se trouve en Côte d'Ivoire ou au Libéria, alors qu'ils parlent exactement le même langage. C'est ainsi le cas des Wés ivoiriens, qui sont généralement qualifiés de krahn, voire de kru.
Au Liberia, l'équivalent du créole ivoirien (« français de moussa ») se nomme kreyol ou encore kru english pigdin et l'influence de la langue krou y est prédominante. Au Liberia, ce mélange original est le résultat de la rencontre entre l'anglais créole des Afro-américains venus s'installer dans le pays et la langue des autochtones krou. Ce type de créole est la forme de langage populaire la plus répandue au Liberia actuellement. De même, cette influence de la culture krou côtière est très importante en Côte d'Ivoire, même si elle n'est pas toujours comprise.
Les langues krou sont comptées parmi les systèmes toniques les plus complexes d'Afrique et sont souvent comparées aux langues omotiques de l'Éthiopie.

## Les groupes
Les Krous regroupent un ensemble de peuples qui semblent tous avoir des origines claniques : Gbii, Wés, kroumen, Bété, Tajuasohn, Klao, Glio-Oubi, Grebo, Sapo, Konobo, Nyabwa, Krahn, Aïzi, Bakwé, Wane, Kuya, Godié, Dida, Kodia, Nyabwa et Ne-Yo, 
Installés au Liberia et en Côte d'Ivoire, ces peuples qui partagent un fond linguistique commun semblent avoir migré dans leurs actuelles régions il y a environ sept siècles, avant de constituer des groupes particuliers sur tout le territoire forestier et côtier à cheval sur l'actuelle frontière libéro-ivoirienne. Les krous n'ont jamais cherché à constituer un État unifié ou fédératif, mais semblent avoir tous observé une organisation clanique et communautaire de leurs différents groupes.

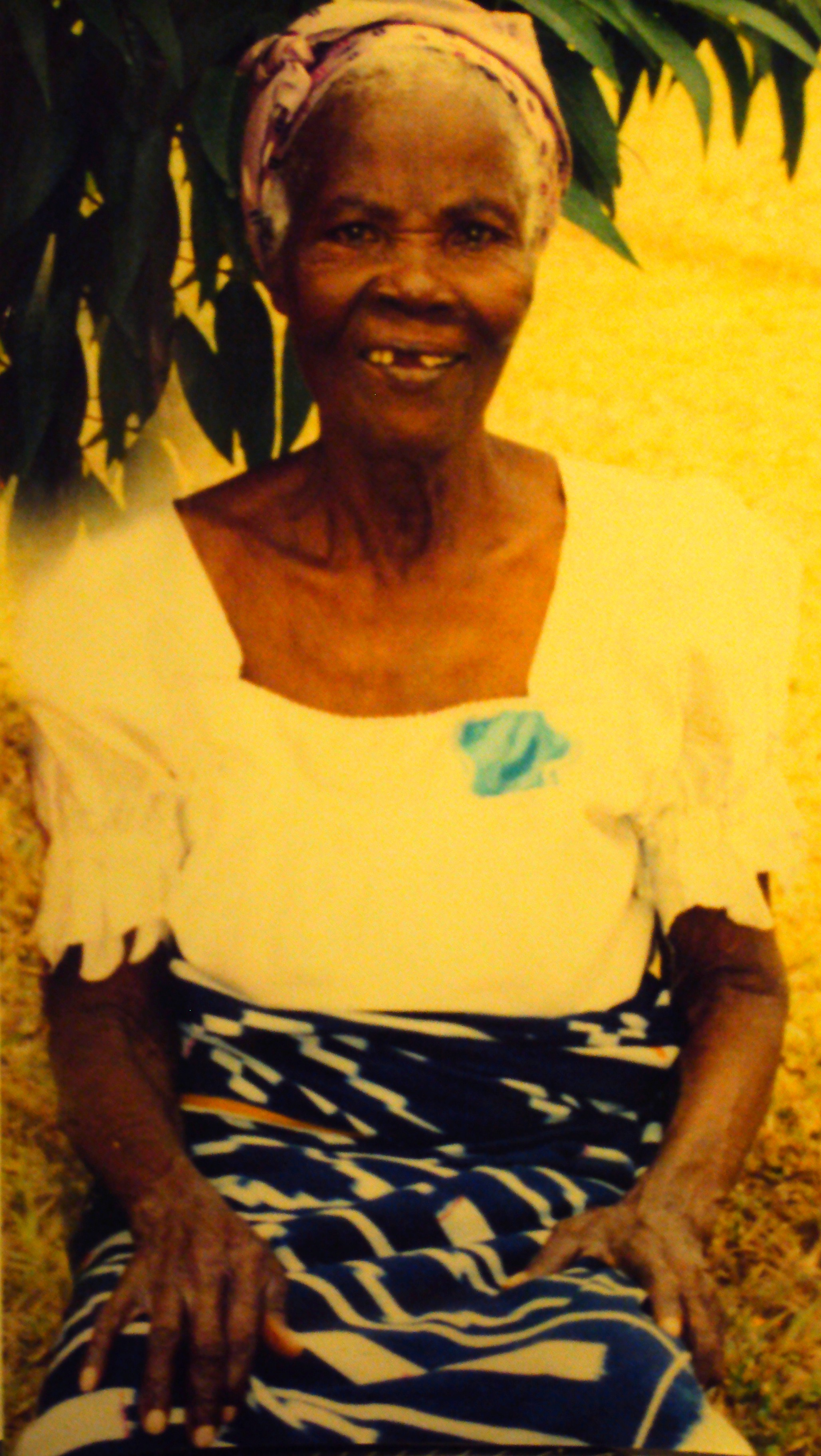
Femme krou de la région de Bloléquin (Côte d'Ivoire)

Les Kroumen, parfois décrits abusivement comme une "ethnie", désigne tout simplement les populations Krous côtières pratiquant traditionnellement la pèche et les activités marines, les premiers d'entre eux étant à l'origine issus des clans Krao, habitant la côte libérienne et la région entre Tabou et San Pedro en Côte d'Ivoire. Les kroumen constituent un élément humain absolument typique des côtes du golfe de Guinée.

## Histoire
ll existe peu de ressources sur l'histoire des Krous en général et il reste un immense champ d'étude à couvrir. Il apparaît que les Krous se seraient installés sur le pays aujourd'hui séparé par la frontière ivoiro-libérienne entre le XIIIe et le XVe siècle. Cette implantation s'est vraisemblablement opérée par les vallées du sud de la chaîne de montagnes ivoiro-guinéennes jusqu'à l'océan Atlantique, à partir d'une origine plus ancienne qui peut logiquement se situer sur les franges sud du Sahara. Plusieurs traditions krous, notamment celles des Grébos, affirment en effet que leurs ancêtres étaient originaires de régions désertiques.
Il est vraisemblable que ces populations aient migré par ou depuis l'actuelle Guinée pour s'installer dans l'immensité de l'espace forestier ouest-africain et que le groupe krou originel se soit ensuite divisé entre différents clans, les uns sur la côte, les autres dans la forêt, les uns à l'ouest du fleuve Cavally, les autres à l'est. La cause de ce déplacement peut être attribuée à une situation de guerre causée par les petits royaumes mandingues qui pratiquaient notamment la traite esclavagiste pour alimenter les marchés transsahéliens. Parmi ces déplacés, des Krous, mais aussi des Mandingues comme les Dans et Yacouba, ces derniers, voisins montagnards des Wés, constituant une culture tout à fait originale, partageant avec les Wés leur typiques costumes traditionnels, mais parlant une langue mandingue. Il est aussi possible que certains peuples aient plus tardivement pris le même chemin vers les profondeurs de la forêt guinéenne, pour des raisons analogues.
Il semble aussi que le groupe qu'on appelle aujourd'hui "Kru" au Liberia et Wés en Côte d'Ivoire, fut le cœur même de la culture et de la langue du groupe plus vaste que les ethnologues désignent par "Krou", groupe ethno-linguistique comprenant donc aussi les populations installés sur les côtes du sud-ouest de la Côte d'Ivoire ou du sud-est libérien. Là encore, il est intéressant de constater qu'à l'instar des Dans/Yacoubas ou des Krumen, les Bétés, groupe le plus oriental du groupe "Krou" partagent depuis le XVIIIe siècle un certain nombre de coutumes et de costumes traditionnels avec les groupes akans dont ils sont devenus les voisins directs. Ainsi, les populations wés de Côte d'Ivoire (et les krahns/krous du Liberia) sont possiblement les vestiges linguistiques les plus intacts du pays Krou ancien ou en tout cas, des populations ayant entrepris très tôt cette migration à partir du bas Moyen Âge.
À cause de leur situation forestière, les peuples Krous furent largement épargnés par le drame de l'esclavage, aussi bien de la traite intra-africaine, que de la traite transatlantique des 17e-18e siècles. Cela n'exclut pas l'existence éventuelle de pratiques esclavagistes locales dans certaines communautés krous par le passé. Les fameux Kroumen du 18e siècle sont très bien connus des livres d'histoire pour avoir souvent travaillé comme marins pour le compte des comptoirs transatlantiques côtiers, y compris pour des trafiquants d'esclaves. C'est ainsi que le terme "kroumen" est devenu dès le 18e siècle un terme commun pour désigner ces populations de krous marins installés sur les côtes ivoiro-libériennes. Mais d'une manière générale, le peuple Krou, installé entre la forêt guinéo-ivoirienne et la mer, fut assez largement épargné par les bouleversements de cette époque. Il est aussi notoire que les Krous du Liberia constituèrent très tôt une masse d'opposition à la domination politique des Noirs américains dans leur pays au 19e siècle. De même, les Wé/Krous de Côte d'Ivoire étaient bien réputés pour leurs affrontements contre les razzieurs d'esclaves qui, au nord comme au sud, cherchaient à pénétrer le pays forestier.
Le pays Krou fut également, en 1970, le théâtre des fameux événements du Guébié, un épisode unique dans l'histoire de la jeune république de Côte d'Ivoire. En effet, après des études à Dakar, puis en France où il est influencé par le socialisme et le panafricanisme, le jeune économiste Kragbé Gnangbé revient en Côte d'Ivoire où il tente sans succès de monter un parti révolutionnaire, panafricaniste, socialiste et national, le PANA (Parti Nationaliste Africain), qui est rapidement interdit par le jeune gouvernement ivoirien, tenu d'une main de fer par Félix Houphouët-Boigny. D'abord considéré comme farfelu par les autorités, le mouvement social-nationaliste soulève au contraire l’intérêt de jeunes Ivoiriens dans tout le pays, provoquant l'inquiétude du régime. Traqué par la police, Gnagbé réagit en prenant le maquis à Gagnoa, en plein cœur du pays bété, où il est soutenu par plusieurs centaines de partisans, avant de proclamer une éphémère "république d'Eburnie". Le gouvernement ivoirien de l'époque réagira quant à lui avec une grande fermeté contre cette tentative, quelque peu utopique, d'insurrection démocratique et populiste. Malgré les aspects idéologiques et populistes de l'initiative de Gnagbé, cet épisode aide surtout à comprendre le sentiment d'isolement depuis longtemps ressenti dans l'ouest du pays.
Vers la fin des années 2000, le pays Krou a été fortement touché par la guerre civile en Côte d'Ivoire. Après près de dix ans d'insécurité et d'instabilité, la bonne reprise économique ivoirienne et le sérieux du nouveau gouvernement en place permettent d'espérer un développement rapide des richesses et des opportunités du pays Krou.
Aujourd'hui, le pays Krou en Côte d'Ivoire recoupe plus ou moins les actuelles régions du Moyen-Cavally, du Haut-Sassandra, du Bas-Sassandra, du Fromager et du Sud-Bandama. Longtemps isolé et protégé par son contexte forestier, le pays krou possède aujourd'hui une grande diversité de populations, accueillant par exemple des communautés de Baoulés ou de Burkinabés dont certaines familles y sont installées depuis plusieurs décennies, ou encore des populations anglophones de réfugiés sierra-léonais ou libériens, ou encore des pécheurs fantis du Ghana. Le sud du pays Krou, notamment les régions côtières autour de l'importante ville portuaire de San Pedro, a historiquement accueilli des communautés européennes ou musulmanes. La société civile Krou prend de plus en plus conscience des atouts de ses régions et de l'importance de son désenclavement par rapport à l'activité concentrée sur l'axe Abidjan-Bouaké et sur la côte est. L'actuel gouvernement mène une ambitieuse politique de développement des activités portuaires de San Pedro en ce sens. Le développement de San Pedro permettrait en effet au pays krou d'exploiter pleinement le potentiel de ses côtes mais aussi de l'intérieur des terres, ce qui devrait contribuer à l'amélioration du niveau de vie des populations et de la sécurité dans la région.
En effet, San-Pédro est le deuxième pôle économique de la Côte d'Ivoire après Abidjan, devant Bouaké en raison de son port, mais également en raison de la présence de nombreuses usines opérant principalement dans l'industrie cacaoyère, dans la minoterie, le ciment et le domaine du bois. Le tourisme joue déjà un rôle non négligeable dans l'économie de la ville et de la région du Bas-Sassandra. En 2010, son produit intérieur brut représentait 4 % du PIB de la Côte d'Ivoire soit 0,952 milliard de dollars, presque l'équivalent du PIB de la Guinée-Bissau.

## Géographie
Les Krous vivent dans un espace naturel exceptionnel. Malgré les problèmes causés par la pratique du braconnage et de l'agriculture intensive, le pays Krou abrite des espaces naturels absolument uniques. En particulier, le parc naturel de la forêt de Taï abrite encore à ce jour des espèces parfois uniques en Côte d'Ivoire : éléphants (leur nombre est passé de presque 2000 individus dans les années 1970 à une petite centaine au début des années 2000...), singes de toutes sortes, léopards, buffles, zèbres, phacochères, hippopotames nains, antilopes, des spécimens uniques de céphalophes, des aigles d'Afrique, faucons, crocodiles, des chouettes, pintades, calaos, etc. Le parc national du mont Peko, à la limite du pays Yacouba, plus au nord, est également d'une grande richesse en faune et flore.
La côte du pays Krou historique, entre Tabou et Sassandra, possède également plusieurs centaines de kilomètres de plages exceptionnelles, comme l'emblématique village de Grand-Béréby, où les Krous marins excellent dans l'art de la pêche. Cette localité s'est d'ailleurs fait une spécialité dans le tourisme de pêche au large. Dans ces régions côtières, la pêche est aussi importante que l'agriculture des forestiers. On trouve au large des côtes, requins, carangues, barracudas, raies et marlins. Si le tourisme ivoirien se concentre majoritairement sur la côte est d'Abidjan (Grand-Bassam, Assinie), la côte ouest du pays Krou est riche de kilomètres de plages paradisiaques, dont les plus célèbres sont celles de Sassandra ou de la mythique Monogaga.
Malgré ces innombrables atouts touristiques et naturels, le pays Krou a longtemps souffert de son isolement et de sa proximité avec des zones de guerres (guerre civile au Liberia, puis en Côte d'Ivoire), de déplacements de populations (politiques d'immigration mal contrôlées par le passé). D'une manière générale, la proximité avec la société pauvre et dangereuse du Liberia voisin nuit encore à la sécurité et au développement du pays krou frontalier, en l'absence d'une bonne sécurisation de la frontière. De plus, les politiques agricoles et migratoires anarchiques des gouvernements du passé dans l'Ouest ont longtemps contribué à faire de cette région une sorte de Far-West pour aventuriers et grands groupes d'exploitation de bois et de cacao. Depuis quelques années, le gouvernement ivoirien fait beaucoup d'efforts pour désenclaver, protéger les espaces naturels, établir l'autorité de l'État et favoriser ainsi le développement de ces régions. Le potentiel touristique de cette région comprise entre mer et montagnes peut être facilement comparée à la situation tanzanienne ou kenyane, pays dans lesquels le tourisme en parc animalier génère chaque année plusieurs centaines de millions de dollars de bénéfices.

## Culture
L'influence de la culture Krou est très importante dans la culture ivoiro-libérienne. Ce sont notamment des Wés et des Bétés qui ont apporté à Abidjan la fameuse culture zouglou au début des années 1990, musique dont les sonorités sont typiquement inspirées de la culture populaire Krou. En outre, les Krous côtiers qui ont développé une culture créole originale, sont également connus pour les sonorités à la fois typiques et très cosmopolites du Bolo, musique mélangeant instruments africains et occidentaux, sur laquelle des danses de couples semblables aux danses caribéennes sont exécutées. L'artiste akan Meiway, originaire des plages de Grand-Bassam, sur la côte est ivoirienne, a immortalisé ce style musical dans sa célèbre chanson "Monogaga", en l'honneur de la plage mythique du pays krou.
Au Liberia, l'influence de la culture krou est assez sensiblement prédominante, en particulier dans le domaine de la musique. Il est d'ailleurs très remarquable de voir la quasi complète similitude des styles entre artistes Krous libériens et ivoiriens, chose que l'on remarque également chez les artistes mandingues maliens et ivoiriens ou des artistes Akans, ivoiriens ou ghanéens. Selon l'universitaire nigérian Ayodeji Olukoju, l'impact de la musique krou fut telle qu'on en retrouve l'influence jusqu'au Ghana et au Nigeria.
Plus classiquement, les danses traditionnelles Krou, notamment celles des Wés, sont connues dans le monde entier pour leur esthétisme et leurs particularités, comme la fameuse danse aux couteaux.

## Religion
Sur le plan religieux, les Krous se répartissent généralement en trois catégories de croyances.
- Le paganisme des différentes communautés krous reste une pratique relativement répandue, à l'instar d'autres cultures africaines. Ce paganisme reste parfois culturellement présent, par exemple dans les danses de masques krous, célèbres dans le monde et dont l'art a fasciné les grands noms de l'art contemporain au début du XXe siècle.
- Deuxièmement, le protestantisme y est assez répandu, à cause des missions baptistes libériennes au 19e siècle et du développement plus récent des innombrables sectes protestantes.
- Troisièmement, le catholicisme est surtout le fait des Krous francophones ayant bénéficié de l'évangélisation des missionnaires français depuis la fin du 19e siècle.

Il est à noter aussi que l'activisme des méthodistes protestants au Liberia a donné naissance au phénomène assez unique du Harrisme. Le harrisme est une forme originale de protestantisme pentecôtiste propre à un personnage krou haut en couleur, William Wadé Harris. Celui-ci fonda l’Église harriste en 1910 au Liberia, avant de se lancer dans une grande prédication le long des côtes du pays krou, jusqu'au pays akan. Personnage assez particulier, il attira la curiosité puis la franche méfiance des missionnaires catholiques. Ces derniers arrivaient dans le pays Krou, devant composer avec peu de moyens, dans un pays méconnu et étaient parfois méprisés par leurs compatriotes de l'administration coloniale. À leur arrivée, ces missionnaires rachetaient et libéraient souvent de jeunes esclaves qu'on trouvait encore assez couramment vendus sur des marchés aux tout début de l'administration coloniale. Ils s'occupaient ensuite de construire de petites églises, des écoles, des dispensaires médicaux et d'évangéliser les populations Krous qui vivaient encore dans leur mode de société païenne. Les missionnaires catholiques poursuivaient un but très différent des administrateurs coloniaux, ce qui ne leur rendait pas toujours la tâche facile. Le grand défi des évangélisateurs catholiques était essentiellement de faire cesser les pratiques païennes, en particulier la sorcellerie, les sociétés secrètes initiatiques et les sacrifices humains, mais aussi «l'immoralité» de certains comportement sociaux, en premier lieu de la polygamie ou encore de la nudité quasi-permanente. Le prophète Wadé Harris proposait lui aussi une réforme radicale des mœurs africaines : il stupéfiait et inspirait les foules autochtones en brisant masques, statuettes et idoles païennes, en critiquant la lascivité sexuelle des danses, etc. Mais d'un autre côté, ce personnage paradoxal prônait l'enfermement des femmes en période de menstruations, ainsi que la polygamie. Au cours de ses célèbres et emblématiques marches, il voyageait ainsi avec ses trois épouses, dont l'une fondera plus tard sa propre église au Ghana.
Très peu de Krous sont musulmans, la présence de l'islam dans la région étant surtout le fait de populations originellement mandingues, voltaïques ou venues d'autres parties de l'Afrique musulmane.

### Filmographie
- Les nomades de la mer, film documentaire de M. Ménard, ORSTOM, IRD audiovisuel, 1973, 31 min (VHS)